# Liste der Monuments historiques in Ortoncourt
Die Liste der Monuments historiques in Ortoncourt führt die Monuments historiques in der französischen Gemeinde Ortoncourt auf.

## Liste der Objekte
| Bezeichnung                        | Beschreibung                                                                    | Standort                       | Kennzeichnung | Schutzstatus | Datum | Bild |
| ---------------------------------- | ------------------------------------------------------------------------------- | ------------------------------ | ------------- | ------------ | ----- | ---- |
| Altarkreuz und sechs Altarleuchter | Holz, farbig gefasst und vergoldet, um 1715                                     | in der Kirche St-Urbain (Lage) | PM88000649    | Classé       | 1966  |      |
| Hauptaltar                         | Altartisch, Tabernakel und Retabel; Holz, farbig gefasst und vergoldet, um 1715 | in der Kirche St-Urbain (Lage) | PM88000650    | Classé       | 1966  |      |